# Џизре
Џизре (тур. Cizre) је град у Турској у вилајету Ширнак. Према процени из 2009. у граду је живело 97.675 становника.

## Становништво
Према процени, у граду је 2009. живело 97.675 становника.
| 1990.  | 2000.  |
| ------ | ------ |
| 50.023 | 69.591 |